# Тернопільська загальноосвітня школа № 21
Тернопільський ліцей № 21 — спеціалізована мистецька школа імені Ігоря Ґерети — експериментальний освітній заклад Всеукраїнського рівня, названий в честь українського археолога, мистецтвознавця, історика, поета, викладача і громадсько-політичного діяча Ігоря Ґерети, створений шляхом злиття Тернопільської обласної експериментальної комплексної школи мистецтв імені Ігоря Ґерети та Тернопільської загальноосвітньої школи І-ІІІ ступенів № 21 Тернопільської міської ради Тернопільської області

## Загальна середня освіта
Здобуття повної загальної середньої освіти включає три рівні:
- — початкова освіта тривалістю 4 роки;
- — базова середня освіта тривалістю 5 років;
- — профільна середня освіта тривалістю 2 роки.

Профільна середня освіта здобувається за академічним спрямуванням філологічного, суспільно-гуманітарного та мистецького профілів.
На кожному рівні освіти забезпечується виконання державного стандарту, а також надається теоретична і практична підготовка з дисциплін навчального плану з метою максимального розвитку інтелекту, загальної культури, творчих здібностей, фізичного і морального здоров'я учнів, здійснюється формування ключових компетентностей, необхідних кожній сучасній людині для успішної життєдіяльності.

## Мистецька освіта
Мистецьку освіту у закладі забезпечують 7 профільних відділів:
1. Художній відділ.
Педколектив художнього відділу передає свій досвід, вміння та захоплення мистецтвом живопису та скульптури обдарованим, талановитим дітям. Учні художнього відділу мають змогу вдосконалювати вміння малювати, ліпити, а також майструвати та займатися дизайном, вивчаючи предмети: «Малюнок», «Живопис», «Композиція», «Скульптура», «Декоративно-ужиткове мистецтво», «Історія образотворчого мистецтва», «Кольорознавство», «Шрифти», «Креслення», «Комп'ютерна графіка». Їх персональні виставки прикрашають стіни рідного ліцею. Випускники успішно продовжують навчання у вищих навчальних закладах на факультетах дизайну та художнього мистецтва.
На базі відділу працює художній гурток для дітей ліцею.
2. Хореографічний відділ.
Учні хореографічного відділення мають змогу вивчати такі профільні предмети, як: «Класичний танець», «Народно-сценічний танець», «Сучасно-бальний танець», «Композиція танцю», «Фольклорний танець», «Історія костюма», «Історія української хореографії», «Народні танці в стилі модерн», «Теорія і методика роботи з дитячим хореографічним колективом». На базі хореографічного відділу створені та успішно працюють колективи: Зразковий ансамбль класичного танцю «Перлина», ансамбль народного танцю «Галичанка», тріо «Максимум», ансамбль танцю «Юність» — багаторазові переможці всеукраїнських та міжнародних конкурсів; хореографічні колективи «Намистинки» та «Смайли».
3. Музичний відділ.
3.1. Струнно-смичковий відділ.
На струнно-смичковому відділі діти навчаються грі на скрипці та віолончелі. Юні виконавці вражають натхненною грою, стають лауреатами та переможцями престижних конкурсів. Випускників цього відділу можна зустріти в оркестрах України та Європи.
3.2. Народний відділ.
Досвідчені викладачі відділу передають свою любов до звучання народних інструментів та навчають грі на бандурі, гітарі класичній, бас-гітарі, баяні, акордеоні, сопілці. Відділ пишається своїм ансамблем бандуристів «Риндзівочка», який став джерелом духовності та відродження національних музичних традицій.
3.3. Фортепіанний відділ.
Класичною ознакою виховання культурної, освіченої особистості вважається вміння грати на фортепіано. Учні ліцею не лише здобувають основи професійної майстерності, а й формуються як творчі особистості. Учні фортепіанного відділу мають змогу вивчати гру на фортепіано, роялі та синтезаторі.
3.4. Теоретично-хоровий відділ.
Теоретично-хоровий відділ пишається своїми традиціями. Його висококваліфіковані викладачі допомагають учням оволодіти мистецтвом вокалу (академічного, естрадного, народного), диригування, загального фортепіано, викладають сольфеджіо, музичну літературу, історію музичного мистецтва, імпровізацію. Молоді таланти та випускники є лауреатами та призерами конкурсів, беруть участь у всеукраїнських проектах та концертах.
3.5. Відділ духових та ударних інструментів.
Відділ духових та ударних інструментів охоплює великий перелік інструментів: флейта, кларнет, саксофон, труба, ударні інструменти (малий барабан, великий барабан, ксилофон, металофон, конги, перкусійні інструменти (дерев'яна коробочка, кастаньєти, маракаси, тамбурин, трикутник, шейкери, бубон, тріскачка, дзвіночки, тарілки, ритм-палички).

## Педагогічний колектив
- Гудима Марія Ігорівна — директор

Відомі працівники
- Назарій  Каспрук - засновник та музикант українського гурту Bugs & Bunny
- Анатолій Макара - гітарист українського гурту Нічлава